# Polane
Polane (nemško Polena) je naselje v Občini Žitara vas v Okraju Velikovec na Koroškem v Avstriji.